# Nosphistica erratica
Nosphistica erratica är en fjärilsart som beskrevs av Edward Meyrick 1911. Nosphistica erratica ingår i släktet Nosphistica och familjen Lecithoceridae. Inga underarter finns listade i Catalogue of Life.